# John Gabriel Borkman
John Gabriel Borkman je předposlední divadelní hra norského autora Henrika Ibsena. Byla napsána v létě 1895, tiskem vyšla v kodaňském Gyldendalu 15. prosince 1896. Premiéra se konala 10. ledna 1897 v Helsinkách, a to jak ve švédštině, tak finštině. V České republice byl John Gabriel Borkman poprvé uveden na scéně Národního divadla 8. května 1897 v režii Jakuba Seiferta.

## Osoby
- John Gabriel Borkman, bývalý bankovní ředitel
- Paní Gunhilda Borkmanová, jeho žena
- Erhart Borkman, student, jejich syn
- Slečna Ella Rentheimová, sestra paní Borkmanové
- Paní Fanny Wiltonová
- Vilém Foldal, výpomocný úředník
- Frída Foldalová, jeho dcera
- Služebná paní Borkmanové[1]

## Děj
Hra ve čtyřech jednáních se odehrává v domě Rentheimových během jediného zimního večera. John Gabriel Borkman je bývalý bankovní ředitel, který ovšem zpronevěřil velké množství majetku banky a za tento čin byl uvězněn. Děj hry začíná po osmi letech od jeho propuštění, kdy do města přijíždí slečna Ella Rentheimová, sestra Borkmanovy ženy Gunhildy. V té době Borkman žije zcela izolovaně od rodiny i společnosti, jeho jediným přítelem je Foldal, starý úředník. Ella po zatčení Johna Gabriela vychovávala jeho a Gunhildina syna Erharta, a nyní chce, aby syn přijal její příjmení za účelem zachování rodu a převodu dědictví. S tím ale nesouhlasí její sestra, která s ní soupeří jak o přízeň syna, tak manžela, neboť Ella bývala Borkmanovou milenkou. Po otevřeném rodinném konfliktu, který vyústí v odjezd Erharta z města, se Borkman rozhodne návratem do společnosti a prací rehabilitovat své jméno a sám odchází do noci, kde záhy umírá. Jeho smrt má za následek smíření obou sester.
John Gabriel Borkman je Ibsenovo pozdní psychologické komorní drama, které se ve všech částech soustředí na Borkmanův osud. Postavy jsou hluboce psychologicky propracovány, zejména osoba Elly.
John Gabriel Borkman je hra především o životních iluzích. Stárnoucí postavy obětovaly celý svůj život vyšším cílům (kariéra, výchova), ale na sklonku života se ukazuje, že z této snahy něco dokázat zbyly jen trosky. Život v iluzi a sebeklamu je typický pro titulní postavu John Gabriela, který stále věří, že je jakýmsi spasitelem, který všechny své činy udělal z nejlepších pohnutek a snaží se to dokázat i společnosti. I další charaktery hry lžou samy sobě: Gunhilda žije v iluzi, že ji její syn pomstí, a tím očistí jméno jejich rodiny, Ella pak věří tomu, že Erhart přijme její jméno a stane se pokračovatelem jejího rodu. Životu v sebeklamu propadl i Foldal, který i po letech stále věří tomu, že je kvalitní básník.
S touto generací žijící v neustálé lži kontrastuje generace mladá, zastoupená Erhartem, paní Wiltonovou a Frídou Foldalovou. Na rozdíl od staré generace jdou mladí za svými sny, nebojí se změny a řídí se především svou svobodnou vůlí, nikoliv konvencemi.
Opakujícím se motivem je boj obou sester o mužskou přízeň. Nejprve soupeřily o lásku Borkmana, teď o náklonnost Erharta. Rodina je ve hře prezentována jako nefungující společenství, kde se manželé navzájem pouze trpí, matka se snaží dosáhnout seberealizace prostřednictvím svého dítěte a sestry/dvojčata se smíří až po Borkmanově smrti. Dalším důležitým motivem je také lidská touha po penězích, která je zastoupena jak v postavě Borkmana, tak Gunhildy, která sestře neustále připomíná její finanční situaci.
Ibsena k napsání hry pravděpodobně inspirovaly životní příběhy dvou osob, které v mládí znal – osud vysoce postaveného důstojníka, který byl obviněn ze zpronevěry, a případ bankovního ředitele, jenž zpronevěřil peníze svých klientů a byl za to souzen.
Negativní nádech celé hry byl na jedné straně publikem kritizován, na straně druhé se ovšem John Gabriel Borkman stal autorovou nejúspěšnější hrou od uvedení Domečku pro panenky.

## České překlady
- Bedřich Frída (1897, tiskem 1916)
- Hugo Kosterka (1923)
- Hanuš Hackenschmied (1929)
- Břetislav Mencák (1960)
- František Fröhlich (1993)[1]

## Česká uvedení
- Národní divadlo, Praha, premiéra 8. května 1897, režie: Jakub Seifert
- Národní divadlo, Praha, premiéra 28. 3. 1913, režie: Jaroslav Kvapil[1]
- Švandovo divadlo na Smíchově, Praha, premiéra 2. 11. 1926, režie: Jan Bor[5]
- Městská divadla pražská, Praha, premiéra 8. 5. 1941, režie: Gabriel Hart[6]
- Městské oblastní divadlo Karlovy Vary, premiéra 6. února 1947, režie: Josef Burda[7]
- Vesnické divadlo, premiéra 3. 12. 1957, režie: Lenka Cmuntová[8]
- Divadlo Jiřího Myrona, Ostrava, premiéra 6. 1. 1973, režie: Jan Zajíc[9]
- Činoherní klub, Praha, premiéra 25. 5. 1993, režie: Jan Nebeský[10]
- Divadlo komedie, Praha, obnovená premiéra 17. 1. 1995, režie: Jan Nebeský[11]
- Stavovské divadlo, Praha, premiéra 3. 12. 1998, režie: Ľubomír Vajdička[12]
- Jihočeské divadlo, České Budějovice, premiéra 21. 12. 2001, režie: Jan Novák[13]